# 雲蓋山戰鬥
雲蓋山戰鬥發生於1933年11月17日，地點則是在中國贛南。是國共內戰前期主要戰鬥之一，交戰一方為中華民國國民革命軍，另一方則為中國共產黨所領導之中國工農紅軍。戰鬥末了，國軍攻佔該重要據點。